# Ayamonte
Ayamonte là một thị xã và đô thị ở tỉnh Huelva, Tây Ban Nha. Theo điều tra dân số năm 2005, thị xã này có 18.001 người.
Thị xã này giữ được các khu phố thời Trung cổ ở trung tâm với nhiều con phố nhỏ và các tòa nhà lịch sử. Khu vực này không cho xe hơi đi vào.
Trong nhiều thế kỷ, một tuyến phà nối giữa Ayamonte và Vila Real de Santo António là tuyến giao thông nối Tây Ban Nha và Bồ Đào Nha. Cầu quốc tế Guadiana nối qua sông Guadiana nằm ở phía bắc của thị xã nhưng phà vẫn còn được sử dụng. Bãi biển của Ayamonte là Isla Canela. Đây là quê hương của María Isabel.

## Dân số
| 1999   | 2000   | 2001   | 2002   | 2003   | 2004   | 2005    |
| ------ | ------ | ------ | ------ | ------ | ------ | ------- |
| 16,980 | 16,939 | 17,084 | 17,292 | 17,402 | 17,623 | 18,,001 |

Source: INE (Tây Ban Nha)